# لین چائو-هوانگ
لین چائو-هوانگ (انگلیسی: Lin Chao-huang؛ زادهٔ ۱۷ اوت ۱۹۶۹) بازیکن بیسبال اهل تایوان است.